# Signo lingüístico
El signo lingüístico es una unidad lingüística que puede ser percibida por el ser humano mediante los sentidos, y que permite representar completamente un evento comunicativo en sus propios términos. Es una construcción social que funciona dentro de un sistema lingüístico y que pone un "elemento" en lugar de otro. Como sistema, tiene la capacidad de aplicarse a sí mismo y de explicar los demás sistemas de signos; pero es importante advertir que en la lingüística y en la semiótica la teoría define al objeto, y por lo tanto el signo es consecuencia de una perspectiva teórica. 
El signo lingüístico fue abordado por dos autores diferentes, por un lado Ferdinand de Saussure y por el otro Charles Sanders Peirce, quienes a finales del siglo XIX desarrollaron sus estudios en los cuales abordaron un mismo fenómeno: el signo, pero desde diferentes perspectivas: Saussure utiliza una perspectiva lingüística, mientras que la de Peirce es lógico-pragmática. Y ambos sentaron las bases de lo que hoy se conoce como la "Teoría General de los Signos".
Si se tiene en cuenta al signo desde la perspectiva del estudio de F. Saussure este establece un signo biplánico: un significado, que es el concepto; y un significante, que es la imagen acústica. 
El signo se puede definir como la representación de la realidad. Saussure lo demuestra con su teoría, debido a que todo lo que es interpretado como significado (concepto) se debe a algo de la realidad, por eso se dice que el significante es la huella psíquica que deja en la mente. Esto hace posible que los habitantes que hablan una sola lengua, puedan tener una comunicación efectiva al momento de expresar cualquier tema que tenga relación con el contexto en el que se vive, el receptor pueda entender de qué se está hablando. “La lengua es un sistema en donde todos los términos son solidarios y donde el valor de cada uno no resulta más que de la presencia simultánea de los otros.”
Ferdinand de Saussure plantea el signo lingüístico como un proceso mental en el cual el significante y significado son biunívocos, es decir, el signo es indivisible y tanto el significante y significado no pueden ser separados; a partir de esto, se dice que el signo es como una moneda de dos caras. El significado es un concepto, mientras que el significante es una imagen acústica. El concepto se encuentra en nuestra mente, dependiendo del contexto y de los referentes adquiridos. En cambio, la imagen acústica no se limita al sonido de la palabra, sino es la huella psíquica que deja en nuestra mente. "El significante lingüístico; en su esencia, de ningún modo es fónico, es incorpóreo, constituido, no por su sustancia material, sino únicamente por las diferencias que separan su imagen acústica de todas las demás. Este principio es tan esencial, que se aplica a todos los elementos materiales de la lengua, incluidos los fonemas"  
La teoría propuesta por Saussure ha servido como base para la creación de los modelos de comunicación.
Para Saussure el signo lingüístico posee características específicas:
- La arbitrariedad del signo lingüístico: hace referencia a que el signo es arbitrario en el sentido que la unión entre el significado y el significante es inmotivada, es decir,  convencional. Arbitrario con relación al significado, ya que el enlace que une el significado con el significante es inmotivado, es decir, no existe motivo o razón por el cual exista una relación entre significante y significado. Por ejemplo, en los sinónimos (varios significantes y un solo significado), las lenguas (español: tiza, inglés: chalk), incluso en las onomatopeyas (español: quiquiriquí, francés: cocorico) y las exclamaciones (español: ¡ay!, alemán: ¡au!).
- Carácter lineal del significante: Los elementos del significante lingüístico se presentan uno tras otro formando una cadena ya que el significante se desenvuelve en el tiempo únicamente y tiene los caracteres que toma de este.[3] El signo es lineal porque el significante se desenvuelve sucesivamente en el tiempo, es decir, no pueden ser pronunciados en forma simultánea, sino uno después del otro, en unidades sucesivas que se producen linealmente en el tiempo. Por ejemplo, ¡a-c-a-b-o-d-e-ll-e-g-a-r!.

Por otra parte Saussure hace referencia al concepto de "Mutabilidad e Inmutabilidad del Signo". Lo que Saussure intenta diferenciar, por un lado, es que la Inmutabilidad se refiere a que un significante es elegido libremente con relación a la idea que representa pero impuesto con relación a la comunidad lingüística que lo usa.
Por el otro, se refiere a la Mutabilidad del signo, es decir, a un cambio o alteración del mismo ya que este se continúa en el tiempo, la cual siempre conduce a un desplazamiento de la relación entre el significado y el significante.

## Principios del signo lingüístico o propiedades
El signo lingüístico posee las siguientes características:
- Arbitrariedad. El lazo que une el significante y el significado es arbitrario. Saussure aclara que con «arbitrario» quiere decir inmotivado: la idea de árbol no está ligada por relación alguna con la secuencia sonora á-r-b-o-l.
- Linealidad del significante. El significante se desarrolla en el tiempo: constituye, pues, una línea temporal. En oposición a los significantes visuales (una fotografía por ejemplo), los acústicos solo disponen de la línea del tiempo: sus elementos se presentan unos tras otros formando una cadena. Al pronunciar /árbol/, se emite un sonido detrás de otro: á-r-b-o-l. La representación escrita árbol proporciona también un claro ejemplo: la sucesión en el tiempo es sustituida por la línea espacial de los signos gráficos.
- Inmutabilidad y mutabilidad. Con relación a la comunidad que lo utiliza, el signo lingüístico es impuesto, inmutable. Pero los signos lingüísticos con el paso del tiempo pueden alterarse, por lo cual es posible hablar, a la vez, de inmutabilidad y mutabilidad del signo lingüístico. Por ejemplo, en castellano primitivo mecer significaba «menear», «agitar», «encogerse de hombros»; en la actualidad, el significado de este término se ha restringido a «mover acompasadamente la cuna de los niños».

## Teoría de Peirce

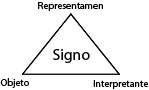
Los tres componentes del signo según la perspectiva de C. Peirce.

A diferencia de Saussure, a Charles S. Peirce no le preocupaba el funcionamiento de la lengua; su preocupación era más general, ya que le interesaba cómo el ser humano conoce la realidad.
Peirce definió al signo como:

«Un signo o representamen, es algo que, para alguien, representa o se refiere a algo en algún aspecto o carácter. Se dirige a alguien, esto es, crea en la mente de esa persona un signo equivalente, o, tal vez, un signo más desarrollado. Este signo creado es lo que yo llamo el interpretante del primer signo. El signo está en lugar de algo, su objeto. Esta en lugar de ese objeto no en todos los aspectos si no solo con referencia a una suerte de idea, que a veces he llamado el fundamento del representamen».

Para Peirce, el signo es una entidad de tres caras:
- Representamen: Es una cualidad material que está en lugar de otra cosa.[4]

- Interpretante: Aclara lo que significa el representamen y a su vez representa el mismo objeto. Peirce distingue tres interpretantes de un signo:
  - Interpretante Dinámico: se trata del efecto particular que un signo provoca en la mente de un intérprete en una situación concreta de enunciación, en un contexto determinado de utilización.
  - Interpretante Inmediato: es pensado como el concepto o significado que comporta todo signo, independientemente del contexto y circunstancias de su enunciación. Peirce afirma que se trata de una abstracción y de una posibilidad.
  - Interpretante Final: presupone a los otros dos tipos de interpretantes. Es el interpretante pensado como un hábito que hace posible la interpretación recurrente y estable de un signo.

- Objeto: Peirce hace hincapié en que para que algo sea un signo, debe representar a otra cosa, llamada su objeto. Se referirá a los signos como si tuvieran un único objeto, pero aclara que un signo puede tener más de un objeto. Distingue dos tipos de objeto:
  - Objeto Inmediato: (interior a la semiosis) es el objeto tal como es representado por el signo mismo, cuyo ser es dependiente de la representación de él en un signo.
  - Objeto Dinámico: (exterior a la semiosis) es la realidad que por algún medio arbitra la forma de determinar el signo a su representación.

Según Peirce es necesario que existan tres condiciones para que algo sea un signo:
- El signo debe tener cualidades que sirvan para distinguirlo.
- El signo debe tener un objeto, aunque la relación del representamen con el objeto no basta para hacer de uno el signo del otro; para ello se necesita un interpretante.
- La relación semiótica debe ser triádica: comportar un representamen que debe ser reconocido como el signo de un objeto a través de un interpretante. La semiosis, es el instrumento de conocimiento de la realidad, y es siempre para Peirce un proceso triádico de inferencia mediante el cual a un signo (llamado representamen) se le atribuye un objeto a partir de otro signo (llamado interpretante) que remite al mismo objeto.

Peirce distingue también tres clases de signos y los clasifica según cómo se presente a sí mismo, cómo se relacione con su objeto y cómo se relacione con su interpretante. De esta manera los clasificó en indicios, íconos y símbolos:
- Índices: El signo guarda relación física de causa-efecto o proximidad con el objeto al cual representa, y son espontáneos. Muestran algo sobre las cosas por estar físicamente conectados con ellas. Por ejemplo, el síntoma de una enfermedad.
- Iconos: Se dan cuando el signo se parece al objeto representado. Sirven para transmitir ideas de las cosas que representan simplemente imitándolas. Tiene la naturaleza de una apariencia y, como tal, solo existe en la conciencia. Las representaciones artísticas (escultura, pintura...) son un ejemplo, pero las onomatopeyas, en el plano oral, también.
- Símbolos: Se dan cuando hay una relación injustificada entre signo y objeto, como resultado de la conveniencia. El símbolo está conectado con su objeto en virtud de la idea de la mente que usa símbolos, sin la cual no existiría tal conexión. Las palabras, números, signos religiosos y banderas, son, entre otros, algunos ejemplos.